# Adam Brody
Adam Jared Brody, född 15 december 1979 i San Diego, Kalifornien, är en amerikansk skådespelare. Brody är känd från bland annat OC, Gilmore Girls och Mr & Mrs Smith.

## Biografi

### Uppväxt
Adam Brody föddes den 15 december 1979 som den äldste sonen till advokaten Mark Brody och tecknaren Valerie Siefman. Han växte upp i en förort till San Diego och tillbringade mesta delen av sin uppväxt på stranden, vilket har resulterat i att Brody är en talangfull surfare.
Brody började på det kommunala universitetet, men hoppade av efter ett år. Nitton år gammal flyttade han till Hollywood med syftet att bli skådespelare. På plats i Hollywood började han ta dramalektioner och skaffade sig en agent.

### Karriär
Under sitt första år i Hollywood gick han på otaliga auditions och efter ett år landade han sin första roll, rollen som Barry Williams i tv-filmen Growing up Brady. I samband med detta fick han även rollen som Dave Rygalski i Gilmore Girls, där han spelade i samma band som och blev tillsammans med Lane. Brody hade också en roll i den kanadensiska tv-serien The Sausage Factory.
År 2003 fick Brody fler och fler uppdrag och han skrev kortfilmen Home Security samt medverkade i skate-filmen Grind. Det var också detta år som Brody fick sin mest kända roll; den som Seth Cohen i den amerikanska tv-serien OC. Rollfiguren gjorde succé, vilket gjorde Brody till en tonårsidol av rang. Han blev också utnämnd av tidningen The Los Angeles Times som "den sexigaste nörden på tv".
Adam Brody hade andra projekt samtidigt som han jobbade med OC, som exempelvis Mr & Mrs Smith, en film där han spelade mot Angelina Jolie och Brad Pitt. Han medverkade även i filmen Thank You for Smoking.
Brody hade skrivit på ett sjuårskontrakt för OC, vilket bröts när serien lades ner i februari 2007. Enligt egen utsago skall nedläggningen inte varit negativ för Brody; precis som de andra huvudrollsinnehavarna kände han sig färdig med serien. Brody har sagt i intervjuer att han har haft "mycket tur som fått medverka i serien" men att han var glad att han inte behövde göra det i tio år till och att han nu hade möjlighet att göra filmer.
Adam Brody satsade då på en filmkarriär och hade en av huvudrollerna i den romantiska komedin In the Land of Women, där han spelade mot Meg Ryan. Filmen hade premiär under våren 2007 i USA. I slutet av 2007 hade ytterligare två av Brodys filmer premiär, lågbudgetfilmen Smiley Face och The Ten.
Brody var den första mannen någonsin att hamna på omslaget till ELLEgirl.

### Privatliv
Adam Brody spelar trummor i sitt band Big Japan. På sin fritid skriver han låtar till bandet men också kortare manuskript. Tillsammans med Danny Bilson, som är far till Rachel Bilson, har han skrivit en tecknad mini-serie kallad "Red Menace, "Röda Faran". Brody har medverkat i flera projekt där kända skådespelare hjälper till att bygga upp självförtroendet och förmågan att uttrycka sig hos mellanstadiebarn.
Brody har många likheter med sin karaktär Seth Cohen; även Brody är en "icke-troende" jude samt har en väldigt sarkastisk humor. Brody delar även Cohens passion för indiemusik. Till Adam Brodys favoritband hör Death Cab for Cutie, Interpol och Modest Mouse. Han har också haft samma förälskelser som Cohen; Natalie Portman och Keira Knightley.
Adam Brody blev 2003 tillsammans med Rachel Bilson som också spelar hans flickvän i OC. Enligt pressen var de två förlovade, men inget bekräftades. Hösten 2006 gjorde paret slut. I november 2013 förlovade sig Brody med skådespelaren Leighton Meester och tre månader senare, i februari 2014, gifte sig paret. Paret har två barn tillsammans, en dotter och en son.

## Filmografi
| År        | Titel                   | Roll                  | Noteringar          |
| --------- | ----------------------- | --------------------- | ------------------- |
| 2000      | Growing Up Brady        | Barry Williams        |                     |
| 2001      | American Pie 2          | High Schoolkille      |                     |
| 2002      | The Ring                | Kellen                |                     |
| 2002–2003 | Gilmore Girls           | Dave Rygalski         | Säsong 3, 9 avsnitt |
| 2003      | Grind                   | Dustin Knight         |                     |
| 2003–2007 | OC                      | Seth Cohen            |                     |
| 2005      | Mr. & Mrs. Smith        | Benjamin Danz         |                     |
| 2006      | Thank You for Smoking   | Jack                  |                     |
| 2007      | In the Land of Women    | Carter Webb           |                     |
| 2007      | The Ten                 | Stephen Montgomery    |                     |
| 2007      | Smiley Face             | Steve the Dealer      |                     |
| 2009      | Jennifer's Body         | Nikolai Wolf          |                     |
| 2010      | The Romantics           |                       |                     |
| 2010      | Cop Out                 | Barry Mangold         |                     |
| 2011      | Justice League: Mortal  | The Flash/Barry Allen |                     |
| 2011      | Scream 4                | Deputy Ross Hoss      |                     |
| 2016-2018 | StartUp                 | Nick Talman           |                     |
| 2020      | Promising Young Woman   | Jez                   |                     |
| 2023      | Fleishman Is in Trouble | Seth                  | TV-serie            |